# 團結黨 (亞塞拜然)
團結黨（亞塞拜然語：Vəhdət Partiyası ，簡稱VP）是亞塞拜然的一個政黨，由塔希爾·科里姆利擔任該黨黨魁。它支持解決納戈爾諾-卡拉巴赫衝突，恢復亞塞拜然在該場衝突前的領土邊界。

## 歷史
團結黨成立於1995年。該黨在2008年亞塞拜然總統選舉中支持新亞塞拜然黨的伊利哈姆·阿利耶夫。
在2015年亞塞拜然議會選舉中，團結黨獲得了一個席位。